# تام هلمور
تام هلمور (انگلیسی: Tom Helmore؛ ۴ ژانویهٔ ۱۹۰۴ – ۱۲ سپتامبر ۱۹۹۵) هنرپیشه اهل بریتانیا بود. وی بین سال‌های ۱۹۲۷ تا ۱۹۷۲ میلادی فعالیت می‌کرد.
از فیلم‌هایی که وی در آن نقش داشته است، می‌توان به سرگیجه، رینگ و ممکن بود آن شب باشد اشاره کرد.